# Полли, Юджин
Юджин Полли (англ. Eugene Polley; 1915, Чикаго — 23 мая 2012, Чикаго) — американский инженер и изобретатель. Известен изобретением беспроводного телевизионного пульта управления.

## Биография

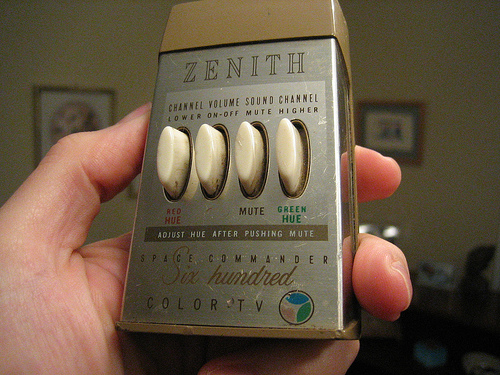
Беспроводной пульт Flash-Matic

В 1935 году начал работать в компании Zenith Radio Corporation (сейчас Zenith Electronics, дочерняя компания LG Electronics). В 1955 году создал беспроводной пульт Flash-Matic, принцип действия которого был основан на испускании луча света на фоточувствительные углы экрана, активируя, таким образом, переключение каналов. Вскоре выяснилось, что бытовые устройства подобного типа оказали существенное влияние на развитие телевидения, а следом за ним и кинематографа.
В течение Второй мировой войны Юджин Полли работал над усовершенствованием радара для армии США. За свою 47-летнюю карьеру в Zenith, успел возглавить отдел видеозаписи и стать помощником главного инженера компании. Также получил 18 патентов на свои изобретения.
Он и его коллега, инженер Zenith,  Роберт Адлер были удостоены в 1997 году премии «Эмми» от Национальной академии телевизионных искусств и наук, как «Пионеры в области развития беспроводных пультов ДУ для телевизоров».
Скончался 23 мая 2012 года на 97 году жизни.